# 춘정 (1991년 영화)
"춘정"은 1991년에 개봉한 대한민국의 영화이다.

## 캐스팅
- 유장현 : 상필 역
- 이미례
- 이정경
- 한윤경
- 연현철
- 김현진
- 유일문
- 박용팔
- 유경애
- 박일
- 추봉
- 김태흥